# 春熙 (道光十五年進士)
春熙（1799年—1854年），字敬臣，號介軒，什勒氏（又式勒氏），满洲镶蓝旗人（属蒙古姓满洲旗人）。清朝政治人物，进士出身。总督恩特亨额子。

## 生平
道光二年副貢生，道光五年（1825年）中乙酉科舉人。道光十五年（1835年），登乙未科進士（时隶镶蓝旗满洲贵祥佐领下），選翰林院庶吉士。次年，改刑部廣東司主事、清檔房主事。道光十七年（1837年），任順天鄉試同考官。道光十九年，任右春坊右中允，改侍講、功臣館提調官。道光二十年（1830年），任日講起居注官、翰林院侍讀。道光二十一年任會試同考官。道光二十三年，署甘肅甘涼道。道光二十六年，任甘肅涼州道。道光二十九年，任山西按察使、江西按察使、湖南按察使署湖南巡抚。道光三十年（1850年），任雲南按察使。咸丰元年（1851年），解职，召京；授頭等侍衛、烏什辦事大臣。咸丰四年，任塔爾巴哈台參贊大臣。

## 家庭
- 始祖札式。“式勒氏，係隸滿洲旗分之蒙古一姓，此一姓世居烏野爾拜柴地方。札式，鑲藍旗人，天聰時来歸。其孫察哈岱原任防禦。曾孫福格原任筆帖式，得格現任三等侍衛”（载《八旗滿洲氏族通譜》卷71）。
- 太高祖杜楞，都统，赐健勇巴图鲁名号。
- 高祖二鬲，西安副都统。
- 曾祖富格（又福格），雍正十年壬子科舉人（榜名福宏，时隶镶蓝旗满洲胡林佐领下，载《钦定八旗通志：文举》），吏部笔帖式、郎中。曾祖母白桑烏忒氏。同辈：得格，三等侍衛。
- 祖父盛保，江宁布政史。嫡祖母李佳氏（胞兄鑲藍旗漢軍、世襲一等威勇公李昌順），继祖母陈佳氏（胞侄正红旗汉军、世袭一等子爵、头等侍卫希昌阿）。胞姊什勒氏，嫁覺羅巴揚阿（先祖德世库，清兴祖福满长子）。
- 父恩特亨額，咸安宫官学生，刑部左侍郎、陕甘总督。胞兄穆克登安，广东同知；妻薩克達氏（胞侄富泰，其女薩克達氏封咸丰帝之孝德顯皇后）。胞兄德馨（又德克精安），刑部掌印员外郎。
- 母鄂濟氏，其父正白旗滿洲、湖北隨州知州佛倫，祖父文淵閣大學士文恭公鄂彌達。
- 胞弟春輅，道光乙未科同榜進士。
- 胞弟春壽，妻彥佳氏（胞叔镶白旗满洲、道光二十年庚子进士敬和）。
- 妻覺羅氏（父正蓝旗满洲、安徽安慶府通判觉罗永山（又觉罗永善），胞叔嘉慶八年（1803年）癸亥科繙譯進士覺羅文明阿，先祖索長阿即清兴祖福满第三子）。
- 子瑞隆、瑞徵。
- 孙承啟。其女什勒氏，继配嫁鑲黃旗滿洲沙濟富察氏振元（父觀祜，祖父聯豐，祖母章佳氏（父正白旗满洲、三等子、乾隆五十四年进士那彥成），高祖山西巡撫明興，高祖伯三等襄勇侯明亮 (清朝)）。振元之原配他塔喇氏（父正藍旗滿洲、道光癸巳科進士毓科，祖父嘉慶辛酉科進士秀堃）。